# Парасистолија
Парасистолија је аритмија срчаног мишића, изазвана постојањем у миокарду, поред синусног чвора срца, још једног (у неким случајевима и неколико) - који се такмичи са њим - и генерише своје електричне импулсе.

## Етиологија
Кардијални чиниоци
Главнимкардијални чиниоцима за настанак парасистола сматрају се:
- коронарна болест срца;
- кардиомиопатија (болест која доводи до трансформације структуре и функционисања срчаног мишића);
- запаљење срчаног мишића;
- отказивање срца;
- инфаркт миокарда (болест која доводи до смрти значајног броја контрактилних ћелија срчаног мишића);[3]
- пролапс митралне валвуле (патолошко одступање валвуле овог вентила у тренутку контракције коморе).

Екстракардијални чиниоци
Парасистола услед дејства ванкардијалних фактора могу бити провоцирани:
- хормоналним поремећајима;
- високим нивоом шећера у крви;
- болестима штитне жлезде (хипертироидизам и хипотироидизам, које карактерише недовољна или прекомерна производња хормона из овог органа);
- анемија;
- отказ аутономног нервног система;
- болести надбубрежне жлезде;
- промене у саставу електролита у крви;
- предозирање неким лековима (углавном оних који стимулишу срчану активност).

Идиопатски чиниоци
Узроци изненадног почетка парасистола који се не могу утврдити, називају се се идиопатскимм.

## Патофизиологија
Пул се у човековом телу константно мења у зависности од потреба тела: сигнали који регулишу рад синусног чвора долазе из аутономног нервног система и унутрашњих органа који ослобађају одређене супстанце у крв.
Ако тело доживи повећани стрес, синусни чвор добија наредбу да произведе више импулса у року од једног минута; током одмора интензитет његовог рада опада. У случају било каквих поремећаја могуће је нормализовати рад синусног чвора уз помоћ бројних медицинских препарата, на чије деловање је  овој чвор изузетно осетљив.
Мађутим када у срчаном мишићу постоји додатни извор електричних импулса, који делује у свом ритму и није подложан ни можданим сигналима ни деловању крвних хормона и лекова, настаје феноме  парасиистолија. У њој срчани мишић почиње да се скупља под утицајем импулса примљених или из синуса или из компетитивног чвора, поштујући део који је први дао сигнал. Ову појаву, која се назива формирање двоструког ритма, прати или тахикардија (убрзани рад срца) или екстрасистола (па се зато парасистолија сматра једном врстом аритмије).
Ако импулси из конкурентских подручја наизменично улазе у срчани мишић, особа доживљава аритмију, која се манифестује у „заустављању“, „превртању“, „трзању“, „прекидима“ срца. Свакодневним праћењем ЕКГ са парасистолијом доказано је да пацијентов срчани мишић током дана направио преко 30.000 „непланираних“ контракција. 
Како парсиолија често остаје непрепозната, пацијенту са двоструким ритмом може се поставити погрешна дијагноза: бигемична ектрасистола (стање у којем је свака друга контракција срчаног мишића парасистолни сегмент) или тригеминемија (када је свака трећа контракција „непланирана“).
Погрешно постављање дијагнозе подразумева погрешан начин лечења: пацијента због непостојеће екстрасистоле, које је у начелу неууспешно, иако донекле олакшава толеранцију аритмије.
| Екстрасистола | Парасистола |
| --- | --- |
| Ако из било које зоне долазе додатни непланирани импулси, интервал између ектрасистоле и нормалне контракције срца (такозвани интервал адхезије) једнак је истом временском интервалу. Ова врста поремећаја рада срца је карактеристична за рад срца. | Ако су извори ванредних импулса из два (или више) дела система срчаног мишића, трајање интервала кохеренције биће нестабилан. Овај образац је типичан за парасистоле. |

Како су, и екстразистоле и парасистоле варијације исте патологије: ово објашњава сличност симптома, узрока, метода терапије и превенције.

### Врсте
У зависности од локације додатног извора електричних импулса, парасистоле се деле на:
Коморне — ове коморне парасистоле карактерише чињеница да је чвор за надметање локализован у једној од комора срца.
Преткоморне —  код којих је покретач срчане фреквенције смештен у преткомори, 
Комбиноване — код којих се жаришта додатних импулса налазе се у различитим деловима срчаног мишића);
Вишеструке — код којих је неколико компетитивних чворова концентрисано у једној комори срчаног мишића 
Болест која потиче из атриовентрикуларног чвора.

## Клиничка слика
Главни заци и симптоми клиничке слике изазване парасистолама су:
- изненадни срчани напади;
- осећај инверзије, трзања и кратког срчаног мишића који слаби;
- општа слабост, умор, смањена ефикасност,
- стална вртоглавица;
- болови у срцу, праћени осећајем страха;
- несвестица, праћена нападима лупања срца и кашља.